# Drei Engel für Charlie (Fernsehserie, 1976)
Drei Engel für Charlie (Originaltitel: Charlie’s Angels) ist eine US-amerikanische Krimiserie aus den 1970er und 1980er Jahren. In den USA wurde die Serie von 1976 bis 1981 ausgestrahlt und brachte es in fünf Staffeln auf insgesamt 115 Folgen.

## Handlung
Die drei attraktiven Polizeiakademie-Absolventinnen Sabrina Duncan (Kate Jackson), Jill Munroe (Farrah Fawcett) und Kelly Garrett (Jaclyn Smith) werden von der Charles Townsend Agency in Los Angeles als Privatdetektivinnen engagiert. Ihrem reichen und mysteriösen Chef Charlie, der sie seine „Engel“ nennt, sind sie nie begegnet, stattdessen erhalten sie ihre Aufträge per Lautsprecher von ihm. Bei der Lösung ihrer Fälle erhalten die drei Engel Unterstützung von John Bosley (David Doyle), dem Leiter des Detektivbüros.

## Wissenswertes
- Ursprünglich wurde das Konzept für die Schauspielerin Kate Jackson erstellt. Man entschloss sich dann jedoch, ihr noch zwei Mitstreiterinnen an die Seite zu stellen.
- Nach nur einer Staffel stieg Farrah Fawcett (Jill) aus der Serie aus, musste sich jedoch verpflichten, mehrere Gastauftritte in späteren Folgen zu übernehmen. An ihre Stelle trat Cheryl Ladd (Kris Munroe). Sie spielte die jüngere Schwester von Jill. Nach dem Ausstieg von Kate Jackson wurde der dritte Engel von Shelley Hack (Tiffany Welles) gespielt. Doch auch sie verließ die Serie schon nach einer Staffel und wurde durch Tanya Roberts (Julie Rogers) ersetzt.
- Nur Jaclyn Smith blieb von Anfang bis Ende der Serie dabei und hatte auch als einzige in den Kinoversionen 3 Engel für Charlie – Volle Power (2003) und 3 Engel für Charlie (2019) einen kurzen Gastauftritt als ehemaliger Engel.
- Die Stimme von Charlie wurde in der englischsprachigen Originalversion von John Forsythe gesprochen. Für die Rolle des Charles Townsend war ursprünglich Gig Young engagiert worden, der aber aufgrund seines Alkoholismus seinen Verpflichtungen nicht nachkommen konnte. So wurde er im letzten Augenblick durch Forsythe ersetzt.
- Als Gaststars spielten unter anderem Diana Muldaur, Kim Basinger, Tom Selleck, Tommy Lee Jones, Robert Loggia, Ida Lupino, Dean Martin, Horst Buchholz, Jamie Lee Curtis, Ray Milland, Jonathan Frakes, Audrey Landers, Timothy Dalton, Kim Cattrall, Dirk Benedict und Barbara Stanwyck mit.
- Im englischen Original enthält die Titelsequenz eine kurze von Charlie gesprochene Einleitung, in der er erklärt, wie er die drei Engel ihren vorigen „aufregenden“ Aufgaben (wie z. B. Akten ablegen, Einsatz als Politesse oder in der Telefonzentrale usw.) entrissen hat. Man hört in der deutschen Synchronisation noch die entsprechenden Stellen, an denen die Musik für die Textpassagen etwas leiser geregelt ist. Der Text der ersten Staffel lautet folgendermaßen: “Once upon a time, there were three little girls who went to the police academy… And they were each assigned very ‘hazardous’ duties… But I took them away from all that, and now they work for me. My name is Charlie.” In späteren Staffeln wurde der Text ein wenig angepasst, um den Hintergrund der jeweils neuen Engel zu erklären.
- Bei der Verleihung der Emmy Awards 2006 vereinten sich die „Ur-Engel“ Kate Jackson, Jaclyn Smith und Farrah Fawcett auf der Bühne, um dem kurz zuvor verstorbenen Aaron Spelling die Ehre zu erweisen.
- Seit 2019 gibt es englischsprachige Comics von Dynamite Entertainment. John Layman ist hierbei Autor und Joe Eisma Illustrator. Der Verlag dani books gibt 2021 eine deutsche Übersetzung heraus.

### Neuauflagen und Nachahmer
- 1988 wurde eine Wiederaufnahme der Serienidee versucht. Die Rekrutierung der Hauptdarstellerinnen sollte diesmal über den US-weiten Casting-Wettbewerb Angels '88 stattfinden. Die Neuauflage schaffte es jedoch letztlich nicht ins Fernsehen. Von den vier Siegerinnen war später lediglich Téa Leoni in Hollywood erfolgreich.
- Der Serie folgten mit großem zeitlichen Abstand zwei Kinofilme, in neuer Besetzung mit Cameron Diaz, Drew Barrymore und Lucy Liu. Der erste Kinofilm 3 Engel für Charlie im Jahre 2000  brachte so gute Einspielergebnisse, dass 2003 mit 3 Engel für Charlie – Volle Power eine Fortsetzung gedreht wurde.
- Die ab 2001 produzierte deutsche Serie Wilde Engel ist der Serie und insbesondere der Verfilmung aus dem Jahr 2000 nachempfunden.[1]
- Im März 2011 begann die Produktion einer Neuverfilmung der Serie, in dem Annie Ilonzeh, Minka Kelly, Rachael Taylor und Ramon Rodriguez die Hauptrollen spielten. Die Serie startete am 22. September 2011, genau 35 Jahre nach dem Start der Originalserie, auf ABC. Allerdings wurde die Produktion wegen rückläufiger Quoten bereits nach nur vier ausgestrahlten Episoden eingestellt.
- Im Oktober 2018 startete die Produktion der dritten Neuverfilmung der Serie als Kinofilm, in dem Kristen Stewart, Naomi Scott und Ella Balinska in den Hauptrollen die drei Engel spielen. Der Film kam am 29. September 2019 in die amerikanischen Kinos, Elizabeth Banks führte Regie und spielte die Rolle der Bosley.

## Crossover
Zwischen der Ausstrahlung des Pilotfilms für die US-amerikanische Fernsehserie Vegas und der ersten regulären Folge absolvierte Robert Urich als Dan Tanna ein so genanntes „Crossover“ in einer in Las Vegas spielenden Episode der Serie. Dieser Umstand war hauptsächlich der Tatsache zu verdanken, dass Aaron Spelling Produzent beider Serien war.
Ein weiteres Crossover gab es mit der Serie Love Boat, auch eine Produktion von Spelling. In der Episode „Abenteuer in der Karibik“ ermitteln die Engel auf der „Pacific Princess“, auf der der Hauptverdächtige eines Kunstraubes eine Kreuzfahrt macht. Als Gaststars traten Gavin MacLeod, Lauren Tewes, Fred Grandy, Bernie Kopell und Ted Lange in ihren Love Boat-Rollen auf.

## DVD-Veröffentlichungen
Die ersten drei Staffeln sind jeweils vollständig auf DVD im Handel als Box-Sets erhältlich. Die Episoden der ersten Staffel entsprechen – inklusive Kürzungen und deutscher Titelsequenzen – der hiesigen Fernsehausstrahlung und liegen lediglich in deutscher Synchronisation vor. Die Boxen der zweiten und dritten Staffel enthalten auch den englischen Originalton und zwei Episoden, die nie in Deutschland ausgestrahlt wurden und somit unsynchronisiert und lediglich deutsch untertitelt vorliegen.